# Wilton Daniel Gregory
Wilton Daniel Gregory (Chicago, 7 december 1947) is een Amerikaans geestelijke en een kardinaal van de Rooms-Katholieke Kerk.
Gregory ontving op 9 mei 1973 de priesterwijding van de aartsbisschop van Chicago, kardinaal John Cody.
Op 18 oktober 1983 benoemde paus Johannes Paulus II Gregory tot wijbisschop in het aartsbisdom Chicago en tot titulair bisschop van Oliva. Zijn bisschopswijding ontving hij op 13 december 1983 van kardinaal Joseph Bernardin. Op 29 december 1993 benoemde paus Johannes Paulus II Gregory tot bisschop van Belleville.
Op 9 december 2004 werd Gregory benoemd tot aartsbisschop van Atlanta. Op 17 januari 2005 ging zijn ambtstermijn in Atlanta in. Op 6 oktober 2018 werd hij door paus Franciscus benoemd tot lid van de Dicasterie voor Leken, Gezin en Leven. Op 4 april 2019 werd hij door Franciscus benoemd tot aartsbisschop van Washington als opvolger van Donald William Wuerl.
Gregory werd tijdens het consistorie van 28 november 2020 kardinaal gecreëerd. Hij kreeg de rang van kardinaal-priester. Zijn titelkerk werd de Santa Maria Immacolata a Grottarossa.
Gregory ging op 6 januari 2025 met emeritaat.
- Gemeinsame Normdatei: 1069344583
- International Standard Name Identifier: 0000 0000 3424 9235
- Library of Congress Control Number: n99045979
- Istituto Centrale per il Catalogo Unico: PALV069211
- Virtual International Authority File: 68261663
- WorldCat: E39PBJwHfcGTQdgYg8X8XRHgrq